# Pure Gold from Rock'N'Roll's Golden

Pure Gold from Rock'N'Roll's Golden est une compilation du groupe de rock américain Aerosmith qui contient les trois premiers albums : Aerosmith (album), Get Your Wings et Toys in the Attic. Cette compilation est parue en 1976.

## Composition du groupe
- Steven Tyler: chant, harmonica et piano
- Joe Perry: guitare et chœurs
- Brad Whitford: guitare et chœurs
- Tom Hamilton: basse et chœurs
- Joey Kramer: batterie et percussions

## Liste des titres
Aerosmith:
| No | Titre           | Durée |
| -- | --------------- | ----- |
| 1. | Make it         |       |
| 2. | Somebody        |       |
| 3. | Dream On        |       |
| 4. | One Way Street  |       |
| 5. | Mama Kin        |       |
| 6. | Write me        |       |
| 7. | Movin'Out       |       |
| 8. | Walkin' the Dog |       |

Get your Wings:
| No | Titre                   | Durée |
| -- | ----------------------- | ----- |
| 1. | Same Old Song and Dance |       |
| 2. | Lord of the Thigs       |       |
| 3. | Spaced                  |       |
| 4. | Woman of the World      |       |
| 5. | S.O.S (too Bad)         |       |
| 6. | Train Kept A-Rollin'    |       |
| 7. | Pandora's Box           |       |

Toys in the Attic:
| No | Titre               | Durée |
| -- | ------------------- | ----- |
| 1. | Toys in the Attic   |       |
| 2. | Uncle Salty         |       |
| 3. | Adam's Apple        |       |
| 4. | Walk This Way       |       |
| 5. | Big Ten Inch Record |       |
| 6. | Sweet Emotion       |       |
| 7. | No More no More     |       |
| 8. | Round and Round     |       |